# Tijucas do Sul
Tijucas do Sul là một đô thị thuộc bang Paraná, Brasil. Đô thị này có diện tích 672,197 km², dân số năm 2007 là 13633 người, mật độ 20,5 người/km².